# Gaurax triangulata
Gaurax triangulata är en tvåvingeart som beskrevs av Becker 1911. Gaurax triangulata ingår i släktet Gaurax och familjen fritflugor. Inga underarter finns listade i Catalogue of Life.